# Korsklippning
Korsklippning eller kryssklippning (engelska: cross cutting) är en klippteknik inom film. Berättarmetoden syftar på en teknik med växelvis klippning mellan två samtidiga händelsförlopp – antingen på olika platser eller samma plats.
Korsklippningen görs i rask takt och kombinerar olika bildvinklar och/eller händelseförlopp, med målet att skapa en stegrad spänning. Härigenom försöker filmaren komma runt problemen med svårlösta specialeffekter eller ge filmen ytterligare en dimension i berättandet. En illusion av samtidighet skapas mellan i teorin helt orelaterade handlingar.
Korsklippning har flera likheter med parallellhandling. Den ger dock större friheter beträffande användandet av rummet och tiden.